# Сжатие данных
Сжа́тие да́нных (англ. data compression) — алгоритмическое (обычно обратимое) преобразование данных, производимое с целью уменьшения занимаемого ими объёма. Применяется для более рационального использования устройств хранения и передачи данных. Синонимы — упаковка данных, компрессия, сжимающее кодирование, кодирование источника. Обратная процедура называется восстановлением данных (распаковкой, декомпрессией).
Сжатие основано на устранении избыточности, содержащейся в исходных данных. Простейшим примером избыточности является повторение в тексте фрагментов (например, слов естественного или машинного языка). Подобная избыточность обычно устраняется заменой повторяющейся последовательности ссылкой на уже закодированный фрагмент с указанием его длины. Другой вид избыточности связан с тем, что некоторые значения в сжимаемых данных встречаются чаще других. Сокращение объёма данных достигается за счёт замены часто встречающихся данных короткими кодовыми словами, а редких — длинными (энтропийное кодирование). Сжатие данных, не обладающих свойством избыточности (например, случайный сигнал или белый шум, зашифрованные сообщения), принципиально невозможно без потерь.
Сжатие без потерь позволяет полностью восстановить исходное сообщение, так как не уменьшает в нем количество информации, несмотря на уменьшение длины. Такая возможность возникает только если распределение вероятностей на множестве сообщений не равномерное, например часть теоретически возможных в прежней кодировке сообщений на практике не встречается.

## Принципы сжатия данных
В основе любого способа сжатия лежит модель источника данных, или, точнее, модель избыточности. Иными словами, для сжатия данных используются некоторые априорные сведения о том, какого рода данные сжимаются. Не обладая такими сведениями об источнике, невозможно сделать никаких предположений о преобразовании, которое позволило бы уменьшить объём сообщения. Модель избыточности может быть статической, неизменной для всего сжимаемого сообщения, либо строиться или параметризоваться на этапе сжатия (и восстановления). Методы, позволяющие на основе входных данных изменять модель избыточности информации, называются адаптивными. Неадаптивными являются обычно узкоспециализированные алгоритмы, применяемые для работы с данными, обладающими хорошо определёнными и неизменными характеристиками. Подавляющая часть достаточно универсальных алгоритмов является в той или иной мере адаптивной.
Все методы сжатия данных делятся на два основных класса:
- Сжатие без потерь
- Сжатие с потерями

При использовании сжатия без потерь возможно полное восстановление исходных данных, сжатие с потерями позволяет восстановить данные с искажениями, обычно несущественными с точки зрения дальнейшего использования восстановленных данных. Сжатие без потерь обычно используется для передачи и хранения текстовых данных, компьютерных программ, реже — для сокращения объёма аудио- и видеоданных, цифровых фотографий и т. п., в случаях, когда искажения недопустимы или нежелательны. Сжатие с потерями, обладающее значительно большей, чем сжатие без потерь, эффективностью, обычно применяется для сокращения объёма аудио- и видеоданных и цифровых фотографий в тех случаях, когда такое сокращение является приоритетным, а полное соответствие исходных и восстановленных данных не требуется.

## Характеристики алгоритмов сжатия и их применимость

### Коэффициент сжатия
Коэффициент сжатия — основная характеристика алгоритма сжатия. Она определяется как отношение объёма исходных несжатых данных к объёму сжатых данных, то есть:
{\displaystyle k={\frac {S_{o}}{S_{c}}}},
где k — коэффициент сжатия, So — объём исходных данных, а Sc — объём сжатых.
Таким образом, чем выше коэффициент сжатия, тем алгоритм эффективнее. Следует отметить:
- если k = 1, то алгоритм не производит сжатия, то есть выходное сообщение оказывается по объёму равным входному;
- если k < 1, то алгоритм порождает сообщение большего размера, нежели несжатое, то есть, совершает «вредную» работу.

Ситуация с k < 1 вполне возможна при сжатии. Принципиально невозможно получить алгоритм сжатия без потерь, который при любых данных образовывал бы на выходе данные меньшей или равной длины. Обоснование этого факта заключается в том, что поскольку число различных сообщений длиной n бит составляет ровно 2n, число различных сообщений с длиной меньшей или равной n (при наличии хотя бы одного сообщения меньшей длины) будет не больше 2n. Это значит, что невозможно однозначно сопоставить все исходные сообщения сжатым: либо некоторые исходные сообщения не будут иметь сжатого представления, либо нескольким исходным сообщениям будет соответствовать одно и то же сжатое, а значит их нельзя различить.
Однако даже когда алгоритм сжатия увеличивает размер исходных данных, легко добиться того, чтобы их объём гарантировано не мог увеличиться более, чем на 1 бит. Тогда даже в самом худшем случае будет иметь место неравенство:

{\displaystyle k\geqslant {\frac {S_{o}}{S_{o}+1}}}

Делается это следующим образом: если объём сжатых данных меньше объёма исходных, возвращаем сжатые данные, добавив к ним «1», иначе возвращаем исходные данные, добавив к ним «0»).
Коэффициент сжатия может быть как постоянным (некоторые алгоритмы сжатия звука, изображения и т. п., например А-закон, μ-закон, ADPCM, усечённое блочное кодирование), так и переменным. Во втором случае он может быть определён либо для каждого конкретного сообщения, либо оценён по некоторым критериям:
- средний (обычно по некоторому тестовому набору данных);
- максимальный (случай наилучшего сжатия);
- минимальный (случай наихудшего сжатия);

или каким-либо другим. Коэффициент сжатия с потерями при этом сильно зависит от допустимой погрешности сжатия или качества, которое обычно выступает как параметр алгоритма. В общем случае постоянный коэффициент сжатия способны обеспечить только методы сжатия данных с потерями.

### Допустимость потерь
Основным критерием различия между алгоритмами сжатия является описанное выше наличие или отсутствие потерь. В общем случае алгоритмы сжатия без потерь универсальны в том смысле, что их применение безусловно возможно для данных любого типа, в то время как возможность применения сжатия с потерями должна быть обоснована. Для некоторых типов данных искажения не допустимы в принципе. В их числе
- символические данные, изменение которых неминуемо приводит к изменению их семантики: программы и их исходные тексты, двоичные массивы и т. п.;
- жизненно важные данные, изменения в которых могут привести к критическим ошибкам: например, получаемые с медицинской измерительной аппаратуры или контрольных приборов летательных, космических аппаратов и т. п.;
- многократно подвергаемые сжатию и восстановлению промежуточные данные при многоэтапной обработке графических, звуковых и видеоданных.

### Системные требования алгоритмов
Различные алгоритмы могут требовать различного количества ресурсов вычислительной системы, на которых они реализованы:
- оперативной памяти (под промежуточные данные);
- постоянной памяти (под код программы и константы);
- процессорного времени.

В целом, эти требования зависят от сложности и «интеллектуальности» алгоритма. Общая тенденция такова: чем эффективнее и универсальнее алгоритм, тем большие требования к вычислительным ресурсам он предъявляет. Тем не менее, в специфических случаях простые и компактные алгоритмы могут работать не хуже сложных и универсальных. Системные требования определяют их потребительские качества: чем менее требователен алгоритм, тем на более простой, а следовательно, компактной, надёжной и дешёвой системе он может быть реализован.
Так как алгоритмы сжатия и восстановления работают в паре, имеет значение соотношение системных требований к ним. Нередко можно, усложнив один алгоритм, значительно упростить другой. Таким образом, возможны три варианта:
Алгоритм сжатия требует больших вычислительных ресурсов, нежели алгоритм восстановления.
Это наиболее распространённое соотношение, характерное для случаев, когда однократно сжатые данные будут использоваться многократно. В качестве примера можно привести цифровые аудио- и видеопроигрыватели.
Алгоритмы сжатия и восстановления требуют приблизительно равных вычислительных ресурсов.
Наиболее приемлемый вариант для линий связи, когда сжатие и восстановление происходит однократно на двух её концах (например, в цифровой телефонии).
Алгоритм сжатия существенно менее требователен, чем алгоритм восстановления.
Такая ситуация характерна для случаев, когда процедура сжатия реализуется простым, часто портативным, устройством, для которого объём доступных ресурсов весьма критичен, например, космический аппарат или большая распределённая сеть датчиков. Это могут быть также данные, распаковка которых требуется в очень малом проценте случаев, например запись камер видеонаблюдения.

## Алгоритмы сжатия данных неизвестного формата
Имеется два основных подхода к сжатию данных неизвестного формата:
- На каждом шаге алгоритма сжатия очередной сжимаемый символ либо помещается в выходной буфер сжимающего кодера как есть (со специальным флагом, помечающим, что он не был сжат), либо группа из нескольких сжимаемых символов заменяется ссылкой на совпадающую с ней группу из уже закодированных символов. Поскольку восстановление сжатых таким образом данных выполняется очень быстро, такой подход часто используется для создания самораспаковывающихся программ.
- Для каждой сжимаемой последовательности символов однократно либо в каждый момент времени собирается статистика её встречаемости в кодируемых данных. На основе этой статистики вычисляется вероятность значения очередного кодируемого символа (либо последовательности символов). После этого применяется та или иная разновидность энтропийного кодирования, например, арифметическое кодирование или кодирование Хаффмана, для представления часто встречающихся последовательностей короткими кодовыми словами, а редко встречающихся — более длинными.